# Archilestris excellens
Archilestris excellens là một loài ruồi trong họ Asilidae. Archilestris excellens được Enderlein miêu tả năm 1914. Loài này phân bố ở vùng Tân nhiệt đới.